# Erdésznagyjaink Arcképcsarnoka
Az Erdésznagyjaink Arcképcsarnoka egy magyar erdészeti-életrajzi könyvsorozat.

## Története
Az Erdésznagyjaink Arcképcsarnoka a Soproni Egyetem Erdőmérnöki Karának (2000-től Nyugat-magyarországi Egyetem Erdőmérnöki Kar, 2010-től Nyugat-magyarországi Egyetem Kiadó,
2017-től Soproni Egyetem Kiadó) gondozásában 1997-ben indult azzal a céllal, hogy összegyűjtse a neves magyar erdészek életrajzait. Más vállalkozásoktól eltérően nem egy lexikon készült, hanem könyvsorozat formájában különböző szerzők egy-egy neves erdész életrajzát írták meg kisebb (20-40 oldal terjedelmű) könyv formájában. 
A sorozat kiadása napjainkban is tart, 2022-ig 31 kötet készült XIX–XX. századi neves erdészekről.

## Részei
| Kötetszám | Szerző                          | Cím                                                   | Megjelenési év |
| --------- | ------------------------------- | ----------------------------------------------------- | -------------- |
| 1.        | Bartha Dénes                    | Fekete Lajos (1837–1916) élete és munkássága          | 1997           |
| 2.        | Gál János                       | Fekete Zoltán (1877–1962) élete és munkássága         | 1997           |
| 3.        | Frank Norbert                   | Roth Gyula (1873–1961) élete és munkássága            | 1998           |
| 4.        | Tamássy Lajos                   | Moór Arthur (1923–1985) élete és munkássága           | 1998           |
| 5.        | Varga Ferenc                    | Haracsi Lajos (1898–1978) élete és munkássága         | 1998           |
| 6.        | Molnár Sándor                   | Török Béla (1894–1934) élete és munkássága            | 1998           |
| 7.        | Mastalírné Zádor Márta          | Divald Adolf (1828–1891) élete és munkássága          | 1999           |
| 8.        | Szodfridt István                | Koltay György (1899–1961) élete és munkássága         | 1999           |
| 9.        | Horváth Béla                    | Káldy József (1920–1983) élete és munkássága          | 2000           |
| 10.       | H. Temesvári Ágota, Vermes Imre | Fodor László (1855–1924) élete és munkássága          | 2000           |
| 11.       | Horváth Jenő, Csereháti Zoltán  | Walek Károly (1878–1952) élete és munkássága          | 2000           |
| 12.       | Király Pál                      | Bedő Albert (1839–1918) élete és munkássága           | 2000           |
| 13.       | Szodfridt István                | Babos Imre (1901–1979) élete és munkássága            | 2000           |
| 14.       | Csapody István, Bartha Dénes    | Fehér Dániel (1890–1955) élete és munkássága          | 2000           |
| 15.       | Albert Levente                  | Bencze Gergely (1854–1925) élete és munkássága        | 2000           |
| 16.       | Halász Aladár                   | Modrovich Ferenc (1887–1947) élete és munkássága      | 2001           |
| 17.       | Bartha Dénes                    | Csapody István (1930–2002) élete és munkássága        | 2002           |
| 18.       | Bácsatyai László                | Jankó Sándor (1866–1923) élete és munkássága          | 2003           |
| 19.       | Horváth Csaba, Varga Ferenc     | Győrfi János (1905–1966) élete és munkássága          | 2005           |
| 20.       | Rumpf János                     | Lámfalussy Sándor (1890–1975) élete és munkássága     | 2008           |
| 21.       | Bartha Dénes                    | Kövessi Ferenc (1875–1945) élete és munkássága        | 2008           |
| 22.       | Bartha Dénes, Vancsura Rudolf   | Nemky Ernő (1909–1986) élete és munkássága            | 2009           |
| 23.       | Koloszár József                 | Majer Antal (1920–1995) élete és munkássága           | 2010           |
| 24.       | Varga Szabolcs                  | Igmándy Zoltán (1925–2000) élete és munkássága        | 2010           |
| 25.       | Márkus István                   | Bezzegh László (1917–1990) élete és munkássága        | 2010           |
| 26.       | Gál János                       | Magyar János (1911–2006) élete és munkássága          | 2010           |
| 27.       | ifj. Sarkady Sándor             | Wilckens Henrik Dávid (1763–1832) élete és munkássága | 2014           |
| 28.       | ifj. Sarkady Sándor             | Boleman Géza (1876–1961) élete és munkássága          | 2014           |
| 29.       | Kosztka Miklós                  | Pankotai Gábor (1914–1997) élete és munkássága        | 2014           |
| 30.       | Frank Róbert                    | Gál János (1928–2001) élete és munkássága             | 2017           |
| 31.       | Bartha Dénes                    | Gencsi László (1924–2022) élete és munkássága         | 2022           |